# Esèrnia
Esèrnia (llatí: Aesernia grec antic: Αἰσερνία) va ser una ciutat del Samni, dins el territori de la tribu dels Pentri, a la vall del Vulturnus, vora un petit rierol que desemboca en aquell riu i a uns 20 km de Venafrum. Els Itineraris la situen a la via que portava d'Aufidena a Boviànum.
És esmentada per primer cop l'any 295 aC quan va caure en mans de Roma amb tota la vall de Vulturnus. Els romans hi van establir una colònia de dret llatí el 264 aC. El 209 aC va ser una de les 18 ciutats que es van mantenir lleials a Roma durant la Segona Guerra Púnica, segons diu Titus Livi. Durant la guerra social el general samnita Vettius Cato la va atacar, i defensada per Marcel, es va haver de rendir per la fam l'any 90 aC. Va restar en mans dels confederats, i més tard en aquell lloc s'hi va refugiar el general samnita Gai Papi Mútil després de la seva desfeta davant Sul·la. Quan van caure Corfinium i Boviànum va ser durant un temps la seu dels aliats italians. Finalment, Sul·la la va ocupar i la va castigar severament. La ciutat va quedar quasi deserta diu Estrabó. Juli Cèsar hi va establir una colònia que no prosperar i cap a l'any 65 Neró en va enviar una altra. Era municipi i una ciutat important en temps de Trajà i dels Antonins. Des de l'inici del cristianisme era la seu d'un bisbat però l'existència del bisbe Benedicte al segle iv és dubtosa, però era seu sens dubte al segle v; després de la invasió longobarda, es va convertir en la seu d'un comtat fundat pel duc de Benevento. Al segle ix els àrabs la van destruir i es va reconstruir lentament però sense adquirir importància.
La ciutat correspon a la moderna Isernia. L'any 1032 la diòcesi de Venafro i la d'Isernia van ser unides però separades altra vegada el 1230 fins que es van reunir el 1818.